# Vertebrados
Os vertebrados constituem um subfilo de animais cordados, compreendendo os peixes, anfíbios, répteis, aves e mamíferos. Caracterizam-se pela presença de coluna vertebral segmentada e de crânio que lhes protege o cérebro.
Outras características adicionais são a presença de um sistema muscular geralmente simétrico (a simetria bilateral é também uma característica dos vertebrados) e de um sistema nervoso central, formado pelo cérebro e pela medula espinal localizados dentro da parte central do esqueleto (crânio e coluna vertebral).
Foram encontrados vestígios dos vertebrados até ao período Siluriano (há 444 a 409 milhões de anos).

## Origem e Evolução
O grupo de animais mais próximos dos vertebrados são os Tunicata, grupo que inclui as ascídias, sendo que os tunicados teriam perdido características compartilhadas pelos vertebrados e Cephalochordata ao longo de sua evolução.
Os primeiros vertebrados surgiram no ambiente marinho, sendo que ao longo da história evolutiva deste Clado, provavelmente surgiram dentículos faríngeos mineralizados antes do Esqueleto dérmico.
A maioria dos fósseis de vertebrados com informações anatômicas são datados em aproximadamente 470 milhões de anos, na era Paleozoica. Há diversos fósseis classificados como Agnatha (sem mandíbula), assim como lampreias e feiticeiras, que indicam uma transição entre os vertebrados sem mandíbula e os Gnatostomados, que apresentam mandíbulas. Estes fósseis, denominados Ostracoderme, já apresentavam um esqueleto dérmico calcificado. Já nos fósseis dos períodos Cambriano e Ordoviciano é possível detectar uma diversidade de vertebrados. A alta radiação de novas formas de Vertebrados, originando muitos grupos ainda vivos, provavelmente se devem a fatores extrínsecos aos organismos, como a elevação do nível dos mares.
A presença de células da crista neural contribuíram para o surgimento da diversidade das características anatômicas que tornam os vertebrados únicos. Além das características morfológicas, os vertebrados são os únicos animais que apresentam duplicação do complexo dos Genes Hox inteiro, o qual regula a expressão e hierarquia de demais genes do organismo.

## Morfologia e Anatomia
Os vertebrados seguem um padrão de desenvolvimento em comum, com formação, assim como os demais cordados, de uma estrutura mais rígida através de todo o corpo do animal (Notocorda/Coluna Vertebral) e um tubo nervoso dorsal, com a presença de células da crista neural. Características que diferenciam os vertebrados de outros Cordados incluem: Cérebro relativamente bem desenvolvido, pares de olhos complexos e um sistema circulatório bem desenvolvido com coração.
A característica mais marcante do grupo é a coluna vertebral, que substituiu a notocorda. As vértebras diferem em forma consideravelmente entre os vertebrados, inclusive podendo estar ausente em alguns grupos, nos Agnatha, segundo algumas hipóteses filogenéticas.

### Esqueleto
O esqueleto interno que define os vertebrados é formado por cartilagem, osso ou, na maior parte dos casos, por estes dois tecidos, e consiste no crânio, na coluna vertebral e em dois pares de membros, embora em alguns grupos, como as cobras e as baleias, os membros estejam ausentes ou apenas na forma vestigial. O esqueleto dá suporte ao organismo durante o crescimento e, por essa razão, a maioria dos vertebrados são de maiores dimensões que os invertebrados. A presença de um crânio também possibilitou o desenvolvimento do sistema nervoso central, devido a proteção do cérebro.
Possuem elementos endoesqueléticos metametricamente dispostos flanqueando a medula espinhal. Primitivamente existem dois pares destes elementos em cada metâmero bilateralmente: os interdorsais e os basidorsais. Nos Gnathostomata, existem dois pares adicionais ventralmente ao notocórdio: os interventrais e os basiventrais. Estes elementos chamam-se arcualia podendo fundir-se a uma calcificação do notocórdio, o centrum. Este conjunto é a vértebra, e o conjunto formado por todas as vértebras é a coluna vertebral.
A coluna vertebral juntamente com os membros suportam a totalidade do corpo dos vertebrados. Este suporte facilita a movimentação. O movimento é executado normalmente com a ação dos músculos que se encontram ligados diretamente aos ossos ou cartilagens. A forma geral do corpo dos vertebrados é determinada pelos músculos. A pele recobre as estruturas internas do corpo dos vertebrados e serve como primeira barreira física, por vezes, agindo como estrutura de suporte para elementos de proteção, como as unhas ou pelos. As penas estão também ligadas à pele.
O tronco dos vertebrados possui uma cavidade corporal abrigando os órgãos internos. O coração e sistema respiratório estão protegidos no tronco. O coração localiza-se atrás das brânquias, ou quando existem pulmões, entre eles.

### Sistema circulatório
O sistema circulatório dos vertebrados, também designado sistema cardiovascular, é fechado, sendo o sangue impulsionado através de um sistema contínuo de vasos sanguíneos.
Este sistema tem várias funções como:
- Transporte de nutrientes do tubo digestivo a todas as células;
- Transporte do oxigênio;
- Remoção de excreções resultantes do metabolismo celular para os órgãos em que são eliminadas;
- Defesa do organismo contra corpos estranhos.

Contributo para distribuição do calor metabólico no organismo.

### Sistema digestório
O sistema digestório dos Craniata é composto por boca e cavidade oral, faringe, esófago, intestino e ânus. O estômago desenvolve-se nos Gnathostomata e em alguns vertebrados fósseis sem mandíbula. Todos os craniados têm um pâncreas, (órgão anexo ao sistema digestório) que produz enzimas digestivas e hormônios insulina e glucagon, que regulam o nível de glicose no sangue. O pâncreas ancestralmente disseminava-se pela parte anterior do intestino, mas veio mais tarde a diferenciar-se.
Todos os craniados e cefalocordados têm um fígado ou órgão hepático com várias funções, incluindo armazenamento de nutrientes e produção de emulsificantes de gorduras (bile ou bílis).
O fígado dos tubarões é especial porque, na ausência de uma bexiga natatória, os óleos nele acumulados são os responsáveis por controlar sua densidade. O fígado de tubarão é imenso em relação ao corpo chegando a ocupar quase metade do volume do corpo além de ser considerado uma iguaria culinária no oriente.

### Rins
Os rins são os principais órgãos excretores dos vertebrados desempenhando um papel fundamental no equilíbrio hidro-electrolítico. Embora os rins variem muito de forma, tamanho e posição entre as espécies, são sempre constituídos por unidades básicas funcionais, os nefrónios. Cada nefrónio é um túbulo praticamente microscópico que processa um filtrado do sangue (sem eritrócitos e macromoléculas). O filtrado é processado por secreção seletiva e reabsorção de materiais para produzir um produto de excreção (geralmente chamado urina) que contém desperdícios nitrogenados e outros materiais. Túbulos renais longos e estruturalmente complexos ocorrem somente nos vertebrados. sendo assim únicos.

### Reprodução
A biologia reprodutiva dos craniatas é altamente diversificada. A maioria das espécies apresenta dois sexos (macho e fêmea), em que nos primeiros, as gônadas se chamam testículos e, nas fêmeas, ovários. Nos vertebrados mais simples, o esperma é depositado diretamente no celoma e depois passa para o exterior através de um poro. Nos Gnathostomata, contudo, os testículos abrem em ductos, em que o esperma passa através dos ductos excretórios.
O dimorfismo sexual externo pode variar de inexistente a extremo. Existem alguns peixes que são por natureza hermafroditas. Em certas espécies hermafroditas os indivíduos são "protoginosos," i.e. funcionam primariamente como fêmeas que se podem vir a transformar posteriormente em machos funcionais. Noutras espécies existe a sequência oposta de troca de sexos – "protandrosos". Existem poucas espécies de peixes "só fêmeas", anfíbios e lagartos nos quais as mães produzem apenas crias femininas. Em muitas destas espécies, a ligação com machos de espécies relacionadas é necessária para desencadear o desenvolvimento do ovo, mas os pais não contribuem para a perpetuação genética das linhagens, só fêmeas.
Entre os craniados machos e fêmeas mais típicos existe um largo espectro de modalidades reprodutivas. A maioria das espécies de peixes e anfíbios são ovíparos (põem ovos) com posterior fertilização dos ovos pelo esperma do macho. Outros peixes, anfíbios, muitos répteis, todos as aves e os mamíferos monotremos (ornitorrincos e papa-formigas espinhosos da Austrália) são também ovíparos mas a fertilização é interna. Em oposição temos as espécies vivíparas nas quais a fertilização é obrigatoriamente interna e as crias desenvolvem-se no aparelho reprodutivo materno. Nestes, a mãe tem de prover alguma forma de nutrição ao embrião (seja a gema no ovo ou através do sangue através das membranas placentárias permeáveis). Os vivíparos têm mecanismos para trocas gasosas e remoção de detritos embriônicos.

### Sistema nervoso central
O tubo neural é uma estrutura oca que percorre o comprimento do animal junto à coluna vertebral ou notocorda e é a base do sistema nervoso central dos vertebrados. Durante sua formação, são produzidas células da chamada crista neural, células pluripotentes. Essas células são capazes de migrar pelo corpo e formar gânglios nervosos e outras estruturas como crânio e mandíbula.
Entre os cordados, a concentração de funções nervosas na cabeça, chamada cefalização, está presente apenas nos vertebrados.

## Diversidade

### Peixes

#### Agnatha
Uma grande questão acerca dos Agnatha, vertebrados sem mandíbulas, é a relação de parentesco entre as feiticeiras (Myxini), as lampreias (Petromyzontida) e os demais vertebrados (Gnathostomata). Neste sentido, há duas possibilidades: ou Myxini é Grupo irmão de Petromyzontida, ou seja, possui maior relação de parentesco com Petromyzontida, formando o grupo Cyclostomata, o qual, por sua vez, é grupo-irmão de Gnathostomata e todos estes grupos são considerados vertebrados; ou Petromyzontida é grupo-irmão de Gnathostomata, constituindo Vertebrata, e Myxini seriam, então, grupo-irmão de Vertebrata, formando o grupo Craniata.
A segunda hipótese é sustentada apenas por características morfológicas, como arcos neurais e hemais, os quais dão origem à vértebras nos Gnathostomata, músculos radiais nas nadadeiras, linha lateral, musculatura extrínseca dos olhos, entre outros.
Já a primeira hipótese é corroborada por análises moleculares, além de semelhanças morfológicas como uma única narina mediana, boca circular, um aparato lingual com dentes controlado por músculos circulares e longitudinais, brânquias em formato de bolsa, com aberturas circulares para o meio externo, semelhanças comportamentais, dentre outras.
Todos os exemplares viventes deste grupo apresentam um corpo anguiliforme, não possuem mandíbula, nem maxila, nem nadadeiras pares.

#### Gnathostomata
Os gnatostomados são os vertebrados com maxilas. A presença das maxilas, e também de diversos outros aspectos, faz desse grupo consideravelmente mais derivado do que os agnatos. A origem das maxilas é considerado por muitos cientistas como talvez o maior de todos os avanços na história dos Vertebrata, uma vez que essa novidade evolutiva revolucionou o modo de vida dos peixes primitivos e de seus descendentes. As maxilas permitem uma variedade de novos comportamentos alimentares, além de otimizar a maneira como o animal manipula e processa o alimento. O cuidado parental, a manipulação de objetos e o surgimento de novas formas de acasalamento também são algumas outra vantagens associadas ao surgimento das maxilas. Acredita-se que as maxilas sejam derivadas dos arcos branquiais de um ancestral agnatha, em que os dois primeiros arcos (de um total de sete) diferenciaram-se em maxila e arco hióide. Outras características derivadas dos gnatostomados são o surgimento de nadadeiras pares, de musculatura intrínseca dos olhos, de vértebras complexas, de nervos envolvidos por bainha de mielina e de septo horizontal, dividindo a musculatura lateral.
Os primeiros gnatostomados são datados do Ordoviciano - Siluriano, a aproximadamente 470 milhões de anos. Seus principais representante são os Placodermi (extintos), Chondrichthyes, Osteichthyes e os Tetrapoda.

#### Chondrichthyes
Os Chondrichthyes são os peixes cartilaginosos. Surgiram no final do Siluriano Superior com uma combinação única de caracteres ancestrais e derivados. A cartilagem tornou a estrutura corpórea do grupo mais leve e manobrável, e alguns de seus órgãos e sistemas fisiológicos evoluíram para níveis de complexidade visto em poucos vertebrados. O endoesqueleto cartilaginoso característico do grupo é resultado da calcificação prismática da cartilagem, gerando uma estrutura rígida e mais leve. O corpo dos Chondrichthyes é revestido por um tipo especial de escamas, as escamas placóides (esqueleto dérmico). Estas escamas assemelham-se aos dentes - as cúspides de dentina eram cobertas com uma substância semelhante ao esmalte, e continham um núcleo celular ou uma cavidade da polpa. As nadadeiras (peitorais e pélvicas) são sustentados por elementos de cartilagem, com seus raios, protéicos e flexíveis, denominados de ceratotriquias. A presença de clásperes (órgão copulador masculino), a capacidade de substituição contínua dos dentes e a presença de uma estrutura eletrorreceptora (Ampolas de Lorenzini) são outras característica importantes dos Chondrichthyes. As formas viventes são divididas em dois grupos: Holocephali (quimeras) e Elasmobranchii (tubarões e raias).
Os Holocephali são assim chamados devida à aparência não dividida da cabeça, a qual resulta em apenas uma abertura branquial, característico do grupo. Os Elasmobranchii têm aberturas brânquias múltiplas em cada lado da cabeça e incluem os tubarões (geralmente com formato fusiforme, cinco a sete aberturas branquiais em cada lado da cabeça) e as raias (formas achatadas com aberturas branquiais na face ventral da cabeça).

#### Osteichthyes
Apresentam ossificação endocondral, isto é, a cartilagem presente internamente no organismo é substituída por osso calcificado ao longo do desenvolvimento Ontogenético dos Osteichthyes.
São divididos em dois grandes grupos, os Actinopterygii, os quais apresentam nadadeiras raiadas e são a maioria dos peixes atuais, e os Sarcopterygii, os quais apresentam nadadeira lobadas e articulação monobasal dos membros e englobam Actinistia (celacantos), Dipnoi (peixes pulmonados) e os Tetrapoda.
Enquanto nas escamas de Sarcopterygii a camada mais externa é constituída por cosmina, substância derivada da Dentina, nos Actinopterygii, a camada mais externa é formada por ganoína, uma substância derivada do esmalte.

### Tetrapoda
A conquista do ambiente terrestre ocorreu uma única vez nos vertebrados, na linhagem dos tetrápodes. A transição para esse novo meio trouxe diversas vantagens a esses vertebrados, um ambiente pouco explorado permite a ocupação de novos nichos, com poucos competidores e predadores. No entanto, a saída do meio aquático foi acompanhada de diversas pressões, que acarretaram alterações morfológicas e fisiológicas. De maneira geral, as dificuldades envolvidas com a mobilização para o ambiente terrestre estão associadas à dessecação, sendo que as principais novidades evolutivas que aparecem durante essa transição estão relacionadas à proteção da pele, mucosas e ovos, assim como sustentação do corpo e detecção de estímulos sensoriais no ar.
- Tegumento:[18][19]

Perda de escamas dérmicas; espessamento da epiderme; umidificação das mucosas (surgimento de glândulas salivares, por exemplo).
- Sustentação:[18][19]

Surgimento de membros pares, com formação de dígitos; aumento da capacidade de sustentação da coluna, por modificações nas cinturas escapular e pélvica, fortificando a conexão dos membros à coluna.
- Respiração e Circulação:[18][19]

Ocorreu a perda das brânquias internas e do opérculo ósseo, assim como a separação das circulações sistêmica e pulmonar (circulação dupla).
- Sistemas sensoriais:[18][19]

A mudança de meio tem um impacto direto sobre o modo de detecção de estímulos sensoriais. A mudança de densidade da água para o ar gera a necessidade de estruturas amplificadoras das ondas sonoras, a novidade evolutiva que cumpre essa função é o ouvido médio. Outra propriedade do ar que difere da água é o índice de refração, implicando em uma necessidade de alteração dos olhos, a córnea passa a ter função de lente, em conjunto com o cristalino, que se torna menos esférico.
Embora a maioria dos tetrápodes viva em ambientes terrestres, não é incomum encontrar grupos que se adaptaram para regredir à ambientes aquáticos.

#### Anfíbios
Anfíbios são tetrápodes ectotérmicos da classe Amphibia. Podem ocupar uma gama de habitats, sendo que a maioria vive em ecossistemas terrestres, fossoriais, arbóreos ou de água doce. Uma fase larval aquática geralmente está presente, havendo uma metamorfose na transição para adulto.
O tegumento é amplamente usado como superfície respiratória neste grupo, sendo que em certas salamandras terrestres há perda total de pulmões.
Os anfíbios ainda apresentam certa dependência de ambientes aquáticos, principalmente relacionada à reprodução, uma vez que seus ovos geralmente não possuem meios de evitar a dessecação. No entanto, algumas espécies desenvolveram estratégias para proteger ou evitar a frágil fase larval aquática.
Os anfíbios são divididos em três grupos: Gymnophiona (cecílias), Caudata (salamandras) e Anura (sapos e rãs).

#### Amniota
O grupo dos amniota é composto por todos os tetrápodes vivos, excetos os anfíbios. Em geral são mais terrestres que os não amniota, mas existem grupos que voltam a água, como os cetáceos. São caracterizados por possuírem ovos com casca ou por reterem o embrião dentro do seu corpo, o que é diferente dos anfíbios que tipicamente colocam seus ovos na água. Além disso, seus ovos adquiriram um conjunto adicional de membranas associadas ao embrião: o âmnio, que dá nome ao grupo, e têm a função de criar uma cavidade com fluido em que o embrião se desenvolve, além de proteger contra choques mecânicos. O córion forma uma membrana protetora em volta do embrião. Já o alantóide têm a função de fazer trocas gasosas e servir de depósito para excretas metabólicos.

#### Synapsida
Os Synapsida (arco único, do grego syn = junto) são um grupo de vertebrados tetrápodes que surgiram no final do Carbonífero, sendo o primeiro grupo de amniotas a radiar amplamente o habitat terrestre. Seus representantes incluem os mamíferos e seus predecessores extintos, como os Therapsídios e os Pelicossauros (sinapsídeos não-mamíferos).
Os sinapsídeos diferem dos outros grupos de amniota por apresentarem uma fenestra temporal, localizada em posição inferior e rodeada pelos ossos pós-orbital, esquamosal, jugal e quadrado-jugal.
Durante o final do Carbonífero e por todo o Permiano, os sinapsídeos eram os vertebrados terrestres mais abundantes e, do início do Permiano até o Triássico, eram os carnívoros de topo na cadeia alimentar, com a maioria atingindo porte médio a grande. Muitos sinapsídeos foram extintos após a grande extinção Permiano-Triássico, acarretando no desaparecimento de muitas linhagens no final do Triássico. As formas sobreviventes (representada apenas pelos mamíferos após o início do Cretáceo) eram consideravelmente menores, pesando em média menos de um quilograma.
Ao longo da evolução do grupo, muitas tendências evolutivas surgiram conforme os animais migravam da ectotermia para a endotermia, com várias modificações na anatomia craniana e corporal, acompanhada de modificações ecológicas e comportamentais. Dentre as modificações anatômicas, o aumento da fenestra temporal conferiu mais espaço para o desenvolvimento e inserção da musculatura adutora da mandíbula, permitindo que mais alimento fosse ingerido. Além disso, uma maior especialização na dentição reflete um aumento na ênfase sobre o processamento de alimento, expandindo os tipos de dieta. Os dentes dos pelicossauros são do tipo homodonte, enquanto sinapsídeos mais derivados, como os mamíferos, apresentam dentição heterodonte, com dentes diferenciados quanto a tamanho, forma e função. A endotermia exige uma elevada demanda energética, demanda que é sustentada pelas modificações que ocorreram no crânio e na dentição nos sinapsídeos. Outras modificações como o desenvolvimento de um palato secundário, a posição dos membros mais sob o corpo (postura ereta) e a perda de costelas lombares permitiram o surgimento dessa condição fisiológica.

#### Mamíferos
Os mamíferos são os únicos representantes do clado Synapsida viventes. São todos vivíparos (com exceção dos monotremados) caracterizados por dois traços marcantes: pelos e glândulas mamárias. Acredita-se que a origem das glândulas mamárias esteja relacionada com as glândulas sebáceas (utilizadas para lubrificar o pelo). Pesquisas sugerem que a evolução da lactação surgiu por intermédio dessas glândulas, que secretavam substâncias sinalizadoras aos filhotes, para que reconhecessem a mãe e ficassem próximos a ela. Essa forma de nutrição permite que a produção de descendentes seja independente da disponibilidade sazonal de alimento, além de tornar a viviparidade menos extenuante para a mãe, uma vez que os jovens podem nascer em estágios de pouco desenvolvimento, completando o processo fora do útero.
Outras características presentes nos mamíferos são a heterodontia pós-canina, a mandíbula formada por um único osso (dentário), articulação mandibular dentário-esquamosal, palato secundário completo, a oclusão perfeita entre os dentes e a difiodontia (dois conjuntos de dentes substituíveis). Além disso, a presença de músculos faciais é um traço característico dos mamíferos, os quais são ausentes nos demais grupos de vertebrados. A presença desses músculos confere uma maior capacidade de expressões, utilizada para diversas funções, como comunicação.
Os mamíferos mais antigos conhecidos eram de porte pequeno, como o Morganocodon, e assim foram durante grande parte da Era Mesozóica, onde o domínio terrestre era dos grandes répteis, como os dinossauros. A grande radiação da diversidade e distribuição dos mamíferos ocorreu na Era Cenozoica, muito devido ao fracionamento das massas continentais, o que favoreceu a evolução convergente de tipos ecomorfológicos. As variações na morfologia dos mamíferos fizeram desse o grupo entre os vertebrados com maior diversidade de formas e tamanhos, com espécies estando entre os maiores vertebrados terrestres e aquáticos.
Os mamíferos são tradicionalmente divididos em três grandes grupos: os Allotheria (grupo extinto), os Prototheria (monotremados) e os Theria (que inclui os marsupiais e os placentários).

#### Diapsida
Os Diapsida (arco duplo, do grego di = dois) formam o grupo mais diverso dentro dos amniotas, com aproximadamente 14 600 espécies existentes. Acredita-se que o grupo tenha surgido no Carbonífero, pouco tempo depois do surgimento dos primeiros amniotas.
A principal característica dos Diapsida é a presença de duas aberturas (fenestras) temporais, uma superior e outra latero-inferior. A fenestra superior está entre os ossos pós-orbital, parietal e esquamosal, enquanto a inferior se encontra entre o jugal, pós-orbital, esquamosal e quadrado jugal. Ao longo da evolução, esse tipo de fenestração sofreu várias modificações, relacionadas com o hábito de vida de seus representantes. As linhagens de Diapsida incluem dois grandes grupos, os Lepidosauria (tuataras, lagartos e serpentes) e os Archosauria (crocodilos, aves e seus parentes extintos). Atualmente, pesquisas sugerem que as tartarugas (Testudines) são um grupo de Diapsida que regrediram a condição ancestral anapsida do crânio. Uma variedade de formas menos conhecidas e já extintas - incluindo Pterosauria, Ichthyosauria, Plesiosauria e Placodontia - completa a lista dos Diapsida.

#### Testudines[3]
As tartarugas são um grupo muito caracterizado pela presença de uma carapaça, porção superior do casco e de um plastrão, porção inferior do casco. Os cascos são formados por ossos dérmicos fundidos à coluna vertebral e às costelas. Acredita-se que a origem dessas estruturas protetoras tenha sido um evento secundário, inicialmente ocorrendo uma expansão das costelas e posteriormente a ossificação dérmica dessa região, formando-se placas. Muito provavelmente, a carapaça e o plastrão surgem em momentos distintos da evolução de Testudines.(25) As costelas se encontram externas às cinturas e fundidas às placas, assim como os arcos neurais das vértebras. A evolução dessa especialização morfológica reflete adaptações ao ambiente terrestre, com os primeiros indivíduos a surgir apresentando hábito fossorial. Posteriormente, o grupo se diversificou e invadiu uma série de outros habitats, como o de água doce e o marinho, com as espécies marinhas apresentando várias outras especializações e realizando migrações de longas distâncias.
Os Testudines são divididos em dois grupos (ordem), que estão relacionados ao modo de recolhimento da cabeça: os Cryptodira; os quais curvam o pescoço na forma de S, o que possibilita a retração da cabeça para dentro da carapaça; e os Pleurodira, os quais retraem a cabeça dobrando o pescoço lateralmente.

#### Lepidosauria
Os lepidossauros formam o maior grupo de répteis (grupo parafilético), contendo mais de 7 700 espécies, formando o segundo grupo mais diverso dentro dos Tetrapoda. São predominantemente terrestres, com algumas espécies secundariamente aquáticas. O tegumento dos lepidossauros é coberto por escamas epidérmicas, sendo relativamente impermeável. As diversas especializações morfológicas que ocorreram no grupo deram origens as mais variadas espécies. São divididos em duas ordens: Rhynchocephalia (tuataras) e Squamata (lagartos, anfisbenas e serpentes).
As tuataras são lepidossauros endêmicos da Nova Zelândia, com apenas uma espécie conhecida (Sphenodon punctatus). Apresentam como característica a presença da condição diapsida do crânio pouco modificada, com duas aberturas temporais bem definidas. A presença de uma dentição acrodonte, com duas fileiras de dentes na maxila e uma na mandíbula também caracteriza esse grupo. São animais noturnos e crepusculares, se alimentando de insetos ou de pequenos vertebrados e invertebrados. Atualmente, a espécie corre risco de extinção.
Os Squamata são constituídos pelos lagartos, serpentes e anfisbenas. Suas relações filogenéticas são bem conhecidas, existindo discordância em alguns aspectos. Duas linhagens são reconhecidas: Iguania e Scleroglossa. Iguania inclui a grande família dos iguanas (Iguanidae) e os camaleões (Chamaeleonidae). Scleroglossa inclui várias famílias de lagartos, como os Varanidae, além das anfisbenas e serpentes.
Algumas características são comuns aos Squamata, como a presença de uma cloaca transversal, um hemipênis (órgão copulador masculino) pareado eversível, ecdise completa e a presença de uma língua bífida, que se associa a um órgão vomeronasal (Jacobson). Um aspecto muito característico do grupo é a estreptostilia (cinese craniana), derivada de várias modificações na estrutura craniana de seus integrantes. A perda da barra temporal inferior pela perda do osso quadrado-jugal é comum a todos os squamatas, enquanto as serpentes perderam também a barra temporal superior e a  sínfise mandibular, ampliando ainda mais a capacidade de mobilidade do crânio. A perda de membros também é comum em vários grupos dentro de Squamata, como nas anfisbenas e serpentes. A origem desse evento é diversa, ocorrendo várias vezes de maneira independente nos diferentes grupos. Essas modificações morfológicas refletem uma série de especializações a diferentes hábitos ecológicos, resultando em uma diversidade muito grande de espécies.

#### Archosauria
O nome Archorsauria significa “répteis dominantes" e essas eram as criaturas que dominavam o mundo durante a era Mesozóica. Esse grupo de animais incluem os dinossauros, as aves, os crocodilos, os pterossauros e outros muitos grupos. O esqueleto archosauro possui diversas sinapomorfias (características derivadas que definem um grupo) como dentes em cavidades (dentes thecodontes) e fenestras anterorbital e mandibular (aberturas em frente aos olhos e na mandíbula, respectivamente).
Os arcossauros tecodontes eram em sua maioria animais com escamas provavelmente ectotérmicos, que surgiram durante as condições desérticas do Triássico. Os únicos arcossauros ectotérmicos que persistiram até hoje foram os Crocodylia. Já os Dinosauria possuem representantes que se acreditam serem endotérmicos, que surgiram durante o Mesozoico e até hoje estão representados por animais totalmente endotérmicos que são as aves.

#### Crocodylia
Apesar da aparência dos crocodilianos atuais, quando eles surgiram no Triássico Superior suas características eram totalmente diferentes. Eles eram menores, com patas longas e capazes de correr atrás de suas presas. Apenas durante o Jurássico que esse grupo se diversificou bastante, incluindo representantes terrestres e marinhos, e alguns com dentição diferenciada como nos mamíferos, capazes de mastigação, e algumas espécies até herbívoras. Apenas no Cretáceo Superior apareceram os primeiros Crocodylia, grupo bem homogêneo que sobrevive até os dias de hoje.
São caracterizados por escudos epidérmicos, com placas ósseas subjacentes no dorso. São predadores de topo de hábitos semi aquáticos, encontrados em água doce e até no mar, porém, próximos a costa. Têm a cauda achatada lateralmente, membrana interdigitais e um rostro longo. São ectotérmicos e ovíparos, geralmente com cuidados à prole.
São divididos em 3 grupos:
- Alligatoridae (jacarés e aligatores): são caracterizados por terem o focinho em forma de “U” e dentes inferiores não visíveis dorsalmente;
- Crocodylidae (crocodilos propriamente ditos): são caracterizados por terem o focinho em forma de “V” com uma chanfradura onde se encaixa o quarto dente inferior bastante desenvolvido e visível dorsalmente;
- Gavialidae (gaviais): são caracterizados por possuírem um focinho bem estreito que é utilizado na predação de peixes.

Aves
As aves são uma linhagem de dinossauros que desenvolveu o voo durante o Mesozoico. Diversificaram-se em mais de 14 mil espécies e ocupam quase todos os ambientes terrestres nos sete continentes. As penas são a característica distintiva das aves, e asas com penas são as estruturas que permitem que uma ave voe. Outras características são a endotermia, a presença de sacos aéreos, bicos sem dentes, a diversidade de tipos de pé, um coração com quatro câmaras e um alto metabolismo.
As aves podem possuir a capacidade de voar ou não, sendo as que possuem a capacidade de voar chamadas de carinatas e as que não possuem chamadas de ratitas.
Outra característica bem marcante das aves é a oviparidade. Os filhotes podem ser divididos em dois grupos caracterizados pelo grau de dependência dos pais: os nidícolas, que nascem nus, cegos e sem conseguir se alimentar, dependendo mais dos pais; e os nidífugos, que nascem com penas, olhos abertos e já possuem certa independência para se alimentar, por isso, dependendo menos dos seus genitores.